# Łukasz Nicpan
Łukasz Nicpan (ur. 1950 w Łodzi) – polski poeta, tłumacz literatury angielskojęzycznej.
Syn Haliny i Ryszarda Nicpanów, nauczycieli łódzkich. Absolwent polonistyki Uniwersytetu Warszawskiego.
Jako poeta debiutował zbiorem Czyste ratownictwo (Warszawa: PIW, 1980), następnie wydał Kwanty  (Warszawa: PIW, 1984). Do stanu wojennego pracował w redakcji „Nowych Książek”, został negatywnie zweryfikowany. Należy do Stowarzyszenia Pisarzy Polskich.

## Książki
- Czyste ratownictwo, Warszawa: Państwowy Instytut Wydawniczy, 1980.
- Kwanty,  Warszawa: Państwowy Instytut Wydawniczy, 1984.
- Do czytającej list, Warszawa: Wydawnictwo VEDA, 2013 - laureat I edycji Nagrody Poetyckiej im. Krystyny i Czesława Bednarczyków (ex aequo z Krzysztofem Lisowskim za tom Poematy i wiersze do czytania na głos)[1] oraz nominacja do Nagrody Poetyckiej im. K.I. Gałczyńskiego – Orfeusz 2014[2].
- Ostatnie dni lata, Warszawa, Wydawnictwo VEDA, 2015 - nominacja do Nagrody Poetyckiej im. K.I. Galczyńskiego – Orfeusz 2016.
- Domowa księga rodzaju, Warszawa, Wydawnictwo VEDA, 2016.

## Tłumaczenia
- Irwin Shaw, Głosy letniego dnia, t.1-2, wyboru dokonał Łukasz Nicpan, Katowice: „Książnica” 1993-1994.
- Irwin Shaw, Zakłócenia w eterze, Katowice: „Książnica” 1992.
- Iris Murdoch, Mędrcy i kochankowie, Warszawa: „Świat Książki” 2000.
- Isaac Bashevis Singer, Szumowiny, Gdańsk : Phantom Press International 1992.
- Ursula K. Le Guin, Wydziedziczeni, Gdańsk: Phantom Press International 1993.
- Robert Crais, Anioł zniszczenia, Warszawa: „Świat Książki” 2002.
- David Guterson, Cedry pod śniegiem, Warszawa: „Prima” 1997.
- Jody Shields, Cienie Wiednia, Warszawa: „Świat Książki” 2001.
- Tim Parks, Cleaver, Warszawa: Świat Książki - Bertelsmann Media 2008.
- Nicholas Delbanco, Dawne sprawki, Warszawa: „Świat Książki” 1999.
- Murray Bail, Eukaliptus, Warszawa: Świat Książki - Bertelsmann Media 2007.
- Lawrence Block, Każdy umiera, Warszawa: „Libros” 2001.
- Abraham Merritt, Księżycowe Jezioro, Warszawa: „Alfa-Wero” 1995.
- William Morris, Las za światem, Warszawa: „Alfa” 1992.
- Peter S. Beagle, Pieśń oberżysty, Warszawa: „Alfa-Wero” 1996.
- Walter de la Mare, Piękna Berenika i inne opowiadania, Warszawa: „Alfa” 1988.
- Clive Staples Lewis, Póki mamy twarze. Mit opowiedziany na nowo , Warszawa: „Alfa” 1992.
- Arthur Phillips, Praga, Warszawa: „Świat Książki” 2004.
- P.D. James, Przedsmak śmierci, Warszawa: „Świat Książki” 1997.
- Noah Gordon, Rabin, Katowice: „Książnica” 1996.
- Noah Gordon, Szaman,  Katowice: „Książnica” 1994.
- Carol Shields, Republika miłości, Warszawa: „Świat Książki” 1998.
- Dennis Lehane, Rzeka tajemnic, Warszawa: „Świat Książki” 2003.
- Erica Jong, Skok Safony, Warszawa: Bertelsmann Media, 2005.
- Rosellen Brown, Wczoraj i dziś, Poznań: Zysk i S-ka. Wydaw. 1998.
- Dean Debra, Madonny Leningradu, Warszawa: Świat Książki - Bertelsmann Media 2008.
- Herman Wouk,  Nie przerywajcie karnawału, Warszawa: „Alfa-Wero” 1997.
- Lisa St Aubin de Terán, Nokturn, Warszawa: „Alfa-Wero” 1995.

Opublikował wspomnienie o Arturze Sandauerze w zbiorze:  Śnił mi się Artur Sandauer: rozmowy i wspomnienia; zebrał i oprac. Józef Baran. Kraków: Centrum Kultury Żydowskiej na Kazimierzu, 1992.